# FA Šiauliai
Futbolo akademija "Šiauliai" é um clube de futebol profissional lituano da cidade de Šiauliai que joga o A lyga.

## História
O Futbolo akademija "Šiauliai" foi fundado em 2007.

## Participação noCampeonato Lituano
| Temporada | Nível | Campeonato             | Lugar | Ref   |
| --------- | ----- | ---------------------- | ----- | ----- |
| 2010      | 4.    | Trečia lyga (Šiauliai) | 9.    |       |
|           |       |                        |       |       |
| 2016      | 4.    | Trečia lyga (Šiauliai) | 6.    |       |
|           |       |                        |       |       |
| 2017      | 3.    | Antra lyga (Vakarai)   | 4.    | [ 2 ] |
| 2018      | 3.    | Antra lyga (Vakarai)   | 6.    | [ 3 ] |
|           |       |                        |       |       |
| 2019      | 2.    | Pirma lyga             | 6.    |       |
| 2020      | 2.    | Pirma lyga             | 5.    |       |
| 2021      | 2.    | Pirma lyga             | 1.    |       |
|           |       |                        |       |       |
| 2022      | 1.    | A lyga                 | 7.    |       |
| 2023      | 1.    | A lyga                 | 3.    |       |
| 2024      | 1.    | A lyga                 | 7.    |       |
| 2025      | 1.    | A lyga                 | .     |       |

## Equipamentos

### Equipamentos anteriores
- 2019

| FA Šiauliai | FA šiauliai |

## Uniformes
| 2010 titular | 2010 alternativo | 2018 titular | 2018 alternativo |

## Elenco Atual
Última atualização: 24 de junho de 2024 (UTC).
Nota: Bandeiras indicam equipe nacional, conforme definido pelas regras de elegibilidade da FIFA. Os jogadores podem ter mais de uma nacionalidade não-FIFA.
| 16 | Lituânia | G | Evaldas Jurgelis     |  |  |  |  |  |
| 61 | Lituânia | G | Gustas Baliutavičius |  |  |  |  |  |
|    |          |   |                      |  |  |  |  |  |
| 4  | Lituânia | D | Sigitas Olberkis     |  |  |  |  |  |
|    |          |   |                      |  |  |  |  |  |
| 7  | Lituânia | M | Justas Petravičius   |  |  |  |  |  |
| 11 | Lituânia | M | Deividas Šešplaukis  |  |  |  |  |  |
| 13 | Lituânia | M | Daniel Romanovskij   |  |  |  |  |  |

| 17 | Lituânia | M | Eligijus Jankauskas    |  |  |  |  |  |
|    | Lituânia | A | Augustinas Klimavičius |  |  |  |  |  |
|    |          |   |                        |  |  |  |  |  |